# 惠新西街北口站
惠新西街北口站是北京地铁5号线上的一座车站，位于北京市朝阳区大屯街道与小关街道交界北四环东路、惠新西街、北苑路交叉口（惠新西桥）南侧。車站色調為银灰色。

## 位置
这个站位于北四环惠新西桥南侧，因位于惠新西街北端而得名。本站在规划建设早期称干杨树站，因干杨树村而得名，这一村落的名称源自安定门至小汤山的大道边在清末光绪年间相继枯死的十余棵杨树，这些杨树树干在民国初期被附近村民砍伐，干杨树自然村则于1986年修建北京亚运村时被撤销。

## 出口
这座车站有三个出入口。包括A（西北），B（东北）和C（东南）。
|                           |                    |                                                                        |      |            |
| 編號                      | 指示               | 建議前往的目的地                                                       | 图片 | 无障碍设施 |
| 出口 · A                  | 北四环东路（南侧） | 公交惠新西街站、安徽大厦、西藏大厦、亚运村、安慧里                     |      | 不適用     |
| 出口 · B                  | 北四环东路（南侧） | 惠新西街小区、千鹤家园、中国听力语言康复研究中心、干杨树、北京联合大学 |      | 不適用     |
| 出口 · C · 轮椅升降台标志 | 惠新西街（东侧）   | 公交惠新西街北口站、蓝珏苑                                             |      |            |
| 註： 設有輪椅升降台       |                    |                                                                        |      |            |

## 車站構造
这座车站为5号线北端第一个地下车站，采用侧式站台设计，站台上设有古代经典《三字经》、《百家姓》、《千字文》、《弟子规》的书法镌刻。
| 地面层          | 出入口                          | A-C出入口            |
| 地下一层 站厅层 | 站厅                            | 客服中心、进出站闸机 |
| 地下二层 站台层 | 侧式站台，右側開门              | 侧式站台，右側開门   |
| 地下二层 站台层 | █ 5号线往天通苑北（大屯路东）   |                      |
| 地下二层 站台层 | █ 5号线往宋家庄（惠新西街南口） |                      |
| 地下二层 站台层 | 侧式站台，右側開门              |                      |

## 周边
- 中国艺术研究院
- 西藏文化博物馆